# Sion (automóvil)
El Sion es un anunciado automóvil eléctrico del alemán Start-Up Sono Motor, tanto a través de la red Eléctrica como en la Carrocería integrada de las células Solares se puede cargar.

## Historia
El Fundador de Sono Motor trabaja desde 2012 en la Realización de Sion. En los Años 2016 y 2017, en el Marco de cuanto varios De Crowdfunding Campañas de Dinero para la Aplicación de recogido.
En julio de 2016, se han Infografías del Vehículo presentado.
Desde agosto de 2017, hay dos, en Roding Automóviles, construido prototipos de función, la Forma y Función del Producto final ya, en gran medida similares. Hasta la Entrega final se Diseño, el Acabado y Tratamiento optimizado. Durante la Prueba de manejo en 12 Ciudades europeas (de agosto de 2017, hasta octubre de 2017) de la Experiencia adquirida a fluir en el Desarrollo.
En el otoño de 2017 comenzó en voz Sono en Cooperación con varios Socios, la producción en serie. La prueba de choque o la Homologación debe 2018 lugar. La Producción y Entrega de Sion, a Mediados del año 2019 se empezar.
2017 son medianas Inversores Sono Motor sentados, entre ellos el Fundador del compañía de energía renovable Juwi, así como la Böllinger Grupo.
El 9 de mayo de 2018, Sono Motors anuncia la adjudicación de un importante contrato para el desarrollo y la fabricación de un sistema de baterías para su vehículo solar al proveedor alemán de automoción ElringKlinger. El volumen total asciende a varios cientos de millones de euros en un plazo de ocho años.
El 6 de junio de 2018, Sono Motors anunció en un comunicado de prensa que el Sion se equipará con faros led que antes eran inusuales para esta categoría de precios. Automotive Solutions Germany GmbH (ASG) será el proveedor para ello.
Según un comunicado de prensa de Sono Motors, el 14 de junio de 2018 se alcanzó el número mínimo de 5.000 reservas para Sion.

## Modelo
El Sion es un automóvil eléctrico accionado Coche, además de la Carga a través de una Tipo2/CCS interfaces de carga por la cuerpo de la cáscara exterior integrado de módulos Fotovoltaicos de carga.

### Impulsión
Como Accionamiento de las Tres Fases de Motor con una Potencia de 80 kW (109 PS). La Tensión del motor es de 400 V.
Con el engranaje de entrada (Tracción trasera), una Velocidad máxima de 140 km/h.

### Las células solares ("viSono")

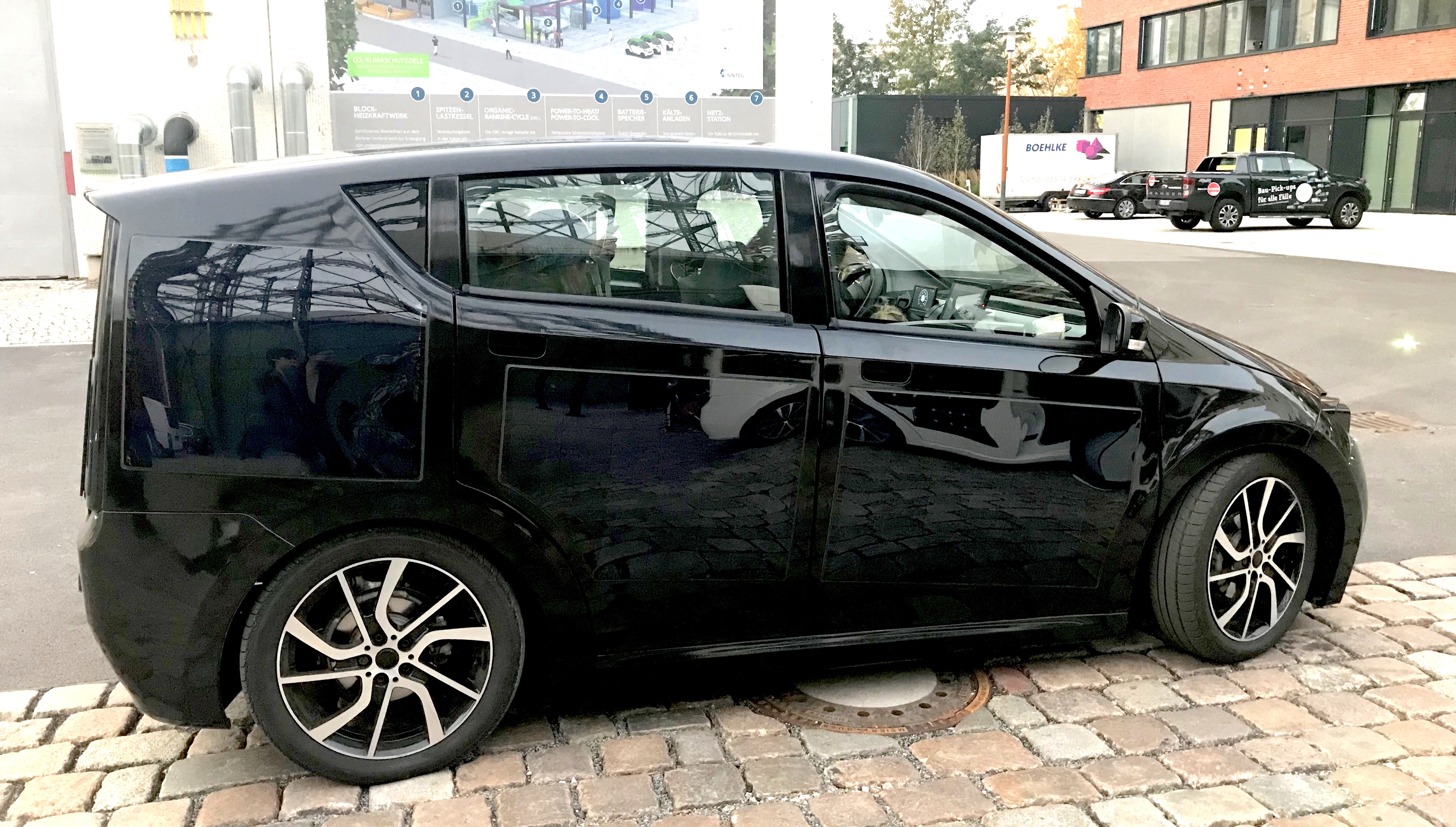
Vista lateral del prototipo negro el 13.10.2017

El Techo, el Capó y una gran parte de la cuerpo de la cáscara exterior es altamente eficiente de las células de silicio monocristalino (especialmente eficaz en la Luz difusa, entre otras cosas, en ángulo de incidencia para descender a 70 grado siendo 100% de sus Ingresos), equipada, a través de una Capa de Policarbonato protegida. La Start-Up utilizado el nombre del producto viSono. La superficie Total de 330 Fotovoltaicos Módulos es de 7,5 m² con un anunciadas Eficiencia de 24 por Ciento. La especificada por el Fabricante, potencia total máxima es de 1208 Wp, con lo que el Alcance en Condiciones favorables (Sol) in Europa Central alrededor de 30 km por Día, con una media de más de un Año alrededor de 10 km por cada Día aumentan.

### Equipamiento
Sion Motor sigue una estrategia con un producto De Estrategia, es decir, el Coche se espera que sólo en una Variante de equipamiento que se producen.
El Sion ofrece Espacio para 5 Pasajeros. Los Asientos ofrecen 45 cm de espacio para los hombros, y son todos plegable. El Asiento del conductor en Altura y Posición ajustable. El color exterior es negro. El Maletero se resume de forma predeterminada, 650 l, y se puede doblar hacia abajo de los asientos Traseros en un total de 1250 l aumenta. En el Interior, regula de forma natural el Filtro de Musgo, la Humedad y los filtros de Partículas (breSono). Los Airbags delanteros y traseros son desconectable, de modo que los Asientos infantiles. La eléctrica Freno de mano está en la Consola central integra. Una barra de Remolque para Remolques de hasta 750 kg opcional.
El Sion con ABS, sistema de Alarma, el Conductor y el Acompañante (desactivable) Airbags, Airbags laterales de la Cabeza y Thoraxschutz delante, y ESP con Control de tracción.

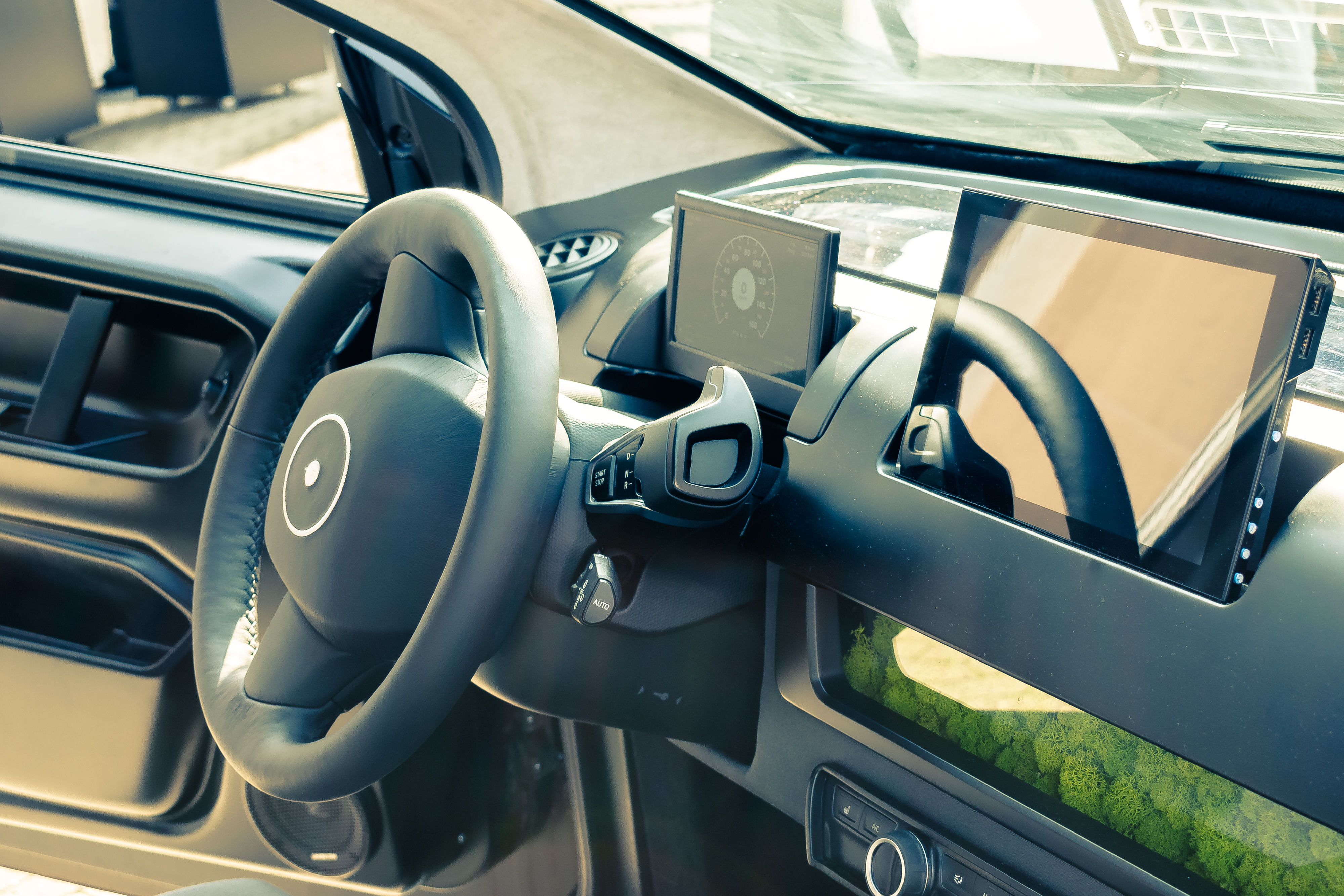
Interior del prototipo, 26.08.2017

### Beneficios como los acumuladores de energía eléctrica ("biSono")
Bidireccional sistema de Carga a través de una más Tipo2-Conector Carga otros Vehículos eléctricos (11 kW), así como a través de un enchufe con toma de tierra Toma de corriente De la explotación / Tienda de Electrodomésticos habituales (2,7 kW/230 V) en Sion.

### La crítica
En varios Foros de electromovilidad se ha aislado expresado sus Críticas, según los Anuncios de la Start-Ups al Vehículo realista ambicioso que sea. En los Prototipos De Vehículos sea cada uno de los Observadores hacia el Interior, y Chasis del BMW i3 con cierre o el BMW Marca reconocible. Este pasaje el autor original del Prototipo en Cuestión y dejar que los Anuncios parecer dudoso.
Esta Crítica respondió Sono Motor 14. Septiembre de 2017, una Rectificación en las Redes sociales y Foros.

## Batería y autonomía
Como los acumuladores de energía será refrigerado por Li-Ion de la Batería (LiMn2O4), con una Capacidad de 35 a 45 kWh y un Peso de unos 250 kg. Actualmente, debido al ritmo de la rápida Evolución de la tecnología de baterías, el Establecimiento de un Modelo específico sólo mucho más tarde en el Proceso de desarrollo.
El Sion con un CAC € con lámpara de Tipo 2–Conector de entrega. Se incluye en espera de Pago, el Tipo 2 De Carga.
El sistema integrado de Cargador debe permitir la Batería en Mode2 y Mode3 De la Carga según IEC 62196 con una intensidad de Corriente de 3,7 kW a 22 kW de carga, para corriente directa en CCS, el 50 kW de Carga especificado.
El Sion debe tener una autonomía de 320 km (NEFZ), lo que equivale aproximadamente a 250 km en Condiciones realistas.

## Taller ("reSono")
El libro del taller de Sion, incl. de los Datos CAD de todos los Repuestos para Impresoras 3D o CNC Milling con la Entrega de los primeros Modelos de acceso público (libre de derechos), por lo que baratos los costes de Reparación. Adicionales vídeos explicación y un catálogo de instrucciones en la página Web, sin necesidad de grandes Conocimientos de forma autónoma piezas de Repuesto en el Vehículo o de un Taller de urbanismo.

## Sharing ("goSono")
El propietario del vehículo debe a Petición a través de su propia Aplicación Móvil otras Personas de Electricidad (Powersharing) o Transporte (Ridesharing) o su Coche de alquiler (Carsharing).

## Reserva y pedido
En la actualidad, el Vehículo en el Sitio web de Sono Motor contra el Depósito de reserva. Estos Interesados se 2019 un Contrato de venta para el Sion. Consiste en una formación de Revocación y derecho de Desistimiento. La Entrega a los clientes de forma gratuita en primer lugar, sólo después de Bremerhaven, en el lugar, y de Pago, a un destino deseado.

### Precios
El Sion en su configuración Predeterminada De 16.000 Euros más gastos de envío. la Batería de costes. En Comparación con otros coches Eléctricos de bajo Precio, entre otras cosas, por el Uso de mayores - y, por tanto, no es jurídicamente protegidos de los Componentes tradicionales fabricantes de Automóviles alcanza. El tren de potencia y la Batería está proveedores automotrices compra. 
La Producción del Vehículo, no mencionado, las Empresas en Europa.
La Batería a partir de la compra de coches por un Importe mensual (Alquiler o Arrendamiento financiero) o una vez que se ofertan. El único Precio de compra de la Batería de Sono Motor en menos de 9.500 Euros, pronostica.

## Garantía
Para Garantizar que se aplican las Disposiciones legales en Europa. Además, Sono Motor, una Garantía para el Sion, ya sea de dos Años o 100.000 km.